# ZIS-155
Der ZIS-155 (russisch ЗИС-155) war ein Stadtbus des sowjetischen Herstellers Sawod imeni Stalina, kurz ZIS. Er ähnelt stark seinem Vorgänger ZIS-154, ist jedoch technisch eine Neukonstruktion. Er war einer der am weitesten verbreiteten Stadtbusse in der Sowjetunion in den 1950er-Jahren.

## Geschichtliches
Ende der 1940er Jahre lief die von General Motors erworbene Lizenz zur Fertigung des ZIS-154 aus. Außerdem hatte sich der Bus in der Praxis als wartungsintensiv und technisch kompliziert erwiesen. Um diesen Problemen zu begegnen, bauten die Zentralen Automobilwerkstätten in Moskau (ZARM) auf Basis des Fahrgestells des Lastwagens ZIS-150 einige Prototypen eines neuen Stadtbusses. Da man den dieselelektrischen Antrieb des ZIS-154 nicht übernahm, sondern nur einen gewöhnlichen Ottomotor mit Schaltgetriebe einbaute, konnte man die Konstruktion wesentlich vereinfachen. Dies lässt sich auch daran erkennen, dass das Leergewicht des ZIS-155 gegenüber dem ZIS-154 um fast zwei Tonnen geringer war.
Bereits kurz nach der Vorstellung der Prototypen, noch im Jahr 1949, begann die Serienproduktion bei ZIS. Viele Teile und Baugruppen wurden von anderen Fahrzeugen, speziell dem Vorgänger und dem Lastkraftwagen ZIS-150, übernommen. Von diesem stammte zum Beispiel das Bremssystem und der Motor. Das Kühlsystem stammte, mit einigen Verbesserungen, vom ZIS-154, ebenso im Grunde die Karosserie. Diese war jedoch um etwa 1,25 Meter kürzer als beim Vorgänger, wodurch beide Modelle leicht zu unterschieden sind. Von den Fahrern bekamen die Busse deswegen auch den Spitznamen „Kurze“.
Bis 1957 wurden über 21.000 Exemplare hergestellt. Abgelöst wurde der ZIS-155 vom ZIL-158. Ab 1956 wurden diverse Versionen mit kleineren Änderungen gebaut, zum Beispiel ZIS-155A und ZIS-155M. Sie sind der Übergang zum Nachfolger ZIL-158.
Im Einsatz waren die Busse im Vergleich zu heutigen Fahrzeugen immer noch sehr wartungsintensiv. Alle 8000 Kilometer musste eine größere Wartung erfolgen. In der Praxis hatte sich deshalb ein Wartungssystem eingestellt. Einer von zehn Bussen war stets für technischen Service oder Reparaturen abgestellt.

## Technik
In der Literatur findet sich gelegentlich die Aussage, die Busse wären mit Motoren vom Typ ZIS-120 bestückt worden, die auch beim Lkw ZIS-150 verwendet wurden. Tatsächlich wurde der Motor des Busses als ZIS-124 bezeichnet und somit als eigenes Modell geführt. Einige relevante Teile wie die Ölwanne wurden gegenüber der Lastwagenversion geändert, um den Motor im Heck der Buskarosserie unterbringen zu können. Die Leistungsdaten blieben jedoch gleich.

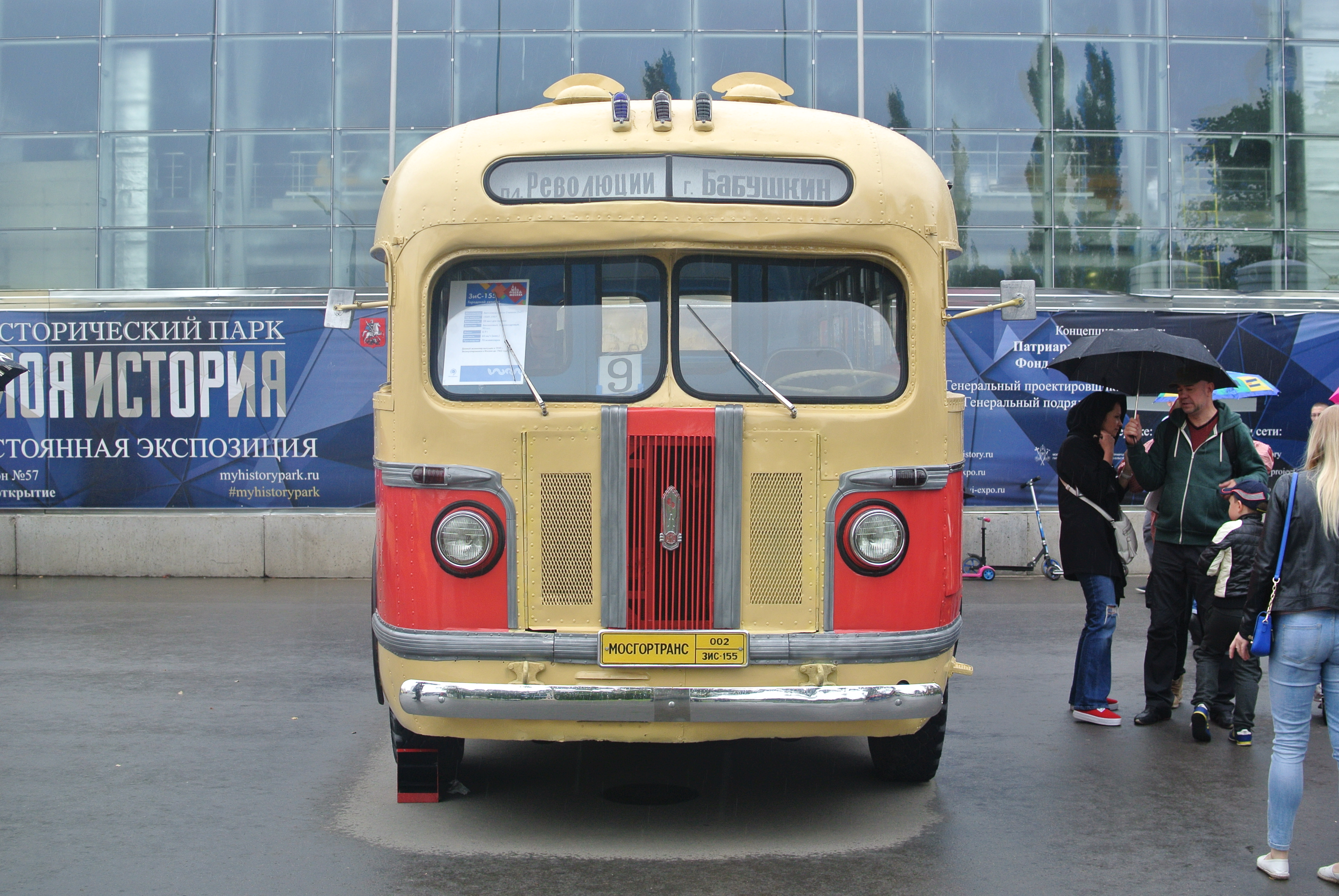
Frontansicht eines restaurierten ZIS-155 (2015)

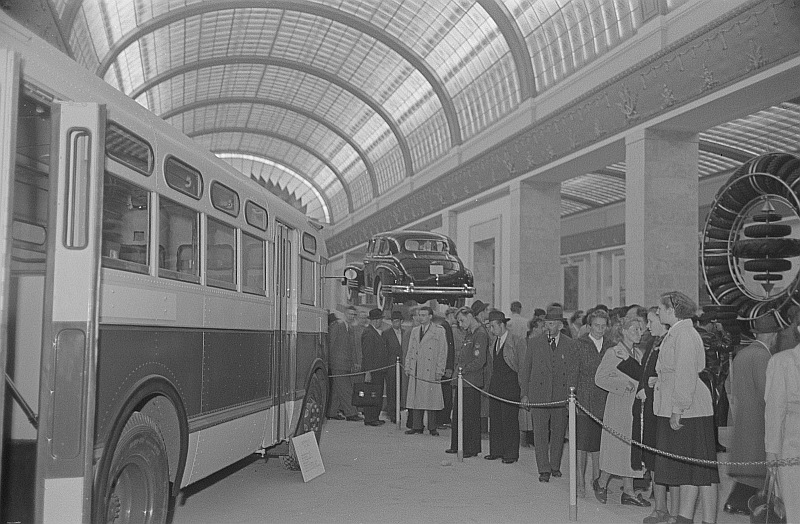
Seitenansicht eines ZIS-155, Leipziger Herbstmesse 1952

- Passagiere insgesamt: 50 oder 52, je nach Version
- Sitzplätze: bis zu 28
- Stehplätze: 24
- Bauzeit: 1949–1957
- Stückzahl produziert: 21.741

Antriebsdaten
- Motor: Sechszylinder-Ottomotor Typ ZIS-124
- Hubraum: 5555 cm²
- Leistung: 70 kW (95 PS)
- Verdichtung: 6:1
- Treibstoffverbrauch: 41 l/100 km
- Tankinhalt: 150 l
- Getriebe: Schaltgetriebe, 5 Vorwärtsgänge
- Höchstgeschwindigkeit: 65 km/h
- Antriebsformel: (4×2)

Abmessungen und Gewichte
- Länge: 8260 mm
- Breite: 2500 mm
- Radstand: 4090 mm
- Bodenfreiheit: 270 mm
- Wendekreis: 17.000 mm

- Leergewicht: 6290 kg
- maximale Zuladung: 3900 kg
- zulässiges Gesamtgewicht: 10.190 kg